# Khướu mỏ dài
Khướu mỏ dài, tên khoa học Jabouilleia danjoui, là một loài chim trong họ Pellorneidae. Chúng được tìm thấy ở Lào và Việt Nam.

## Phân loài
- Jabouilleia danjoui naungmungensis